# Гуань дао

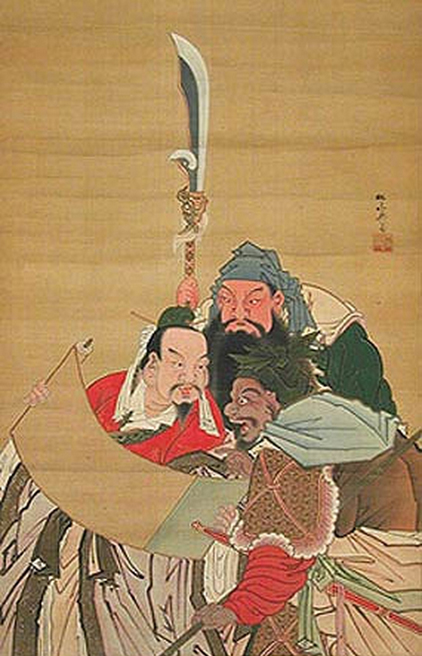
«Герои Троецарствия», японская шелкография XVIII века.

Гуань дао (кит. трад. 關刀, упр. 关刀, пиньинь guān dāo, правильное название — кит. 偃月刀, пиньинь yǎn yuè dāo, палл. янь юэ дао, меч ущербной Луны) — китайское холодное оружие, похожее на глефу или алебарду, состоящее из длинного древка с боевой частью в виде широкого изогнутого клинка; масса в пределах 2—5 кг. Общая длина оружия также колеблется в пределах 2 метров. Древко изготавливалось из дерева, клееного бамбука или металла (для укэдао). На обухе яньюэдао может иметься пробойник, который можно использовать как чекан или для парирования удара.
По легенде, это оружие существовало ещё во времена легендарного китайского военачальника Гуань Юя эпохи Троецарствия (221—265 годы н. э.), хотя реально применение древкового оружия подобного типа относится к более поздним временам — периоду Южных и Северных династий. В книге «Троецарствие» указывается и легендарная масса оружия — 82 цзиня, что в пересчёте на современный цзинь (600 г) составляет 49,2 кг.
В Китае Гуань Юй выступает в качестве олицетворения бога войны, в его честь построено много храмов, где обязательно устанавливается его статуя, одним из обязательных атрибутов которой является яньюэдао. Мастерство Гуань Юя как бойца было столь велико, что приписываемое ему любимое оружие получило название «гуань дао», то есть «меч Гуань Юя».
В настоящее время яньюэдао применяется в ушу. В современных версиях оружия под клинком очень часто крепится кисть или пучок лент красного цвета. Иногда встречаются варианты с кольцами, прикреплёнными по всей длине обуха клинка, либо на навершии. Такого рода оружие называется гуань дао с девятью кольцами.